# Филип Рупрехт
Филип Рупрехт (на немски: Philipp Rupprecht) е германски художник, известен най-вече с антисемитските си карикатури в „Der Stürmer“ („Щурмовакът“) под псевдонима Fips.

## Биография
Роден в Нюрнберг, Рупрехт емигрира в Аржентина през 1920 г. след Първата световна война, където работи като сервитьор и каубой в животновъдна ферма. Завръща се в Нюрнберг през 1924 г. и е нает за илюстратор от вестник, свързан с германските социалдемократи. От декември 1925 г. е забелязан и нает от Юлиус Щрайхер да прави карикатури за вестника му.
С пауза през 1927 г., той е единственият редовен и неизменен карикатурист на „Щурмовакът“ под псевдонима Fips, включително до 2 февруари 1945 г., когато излиза последния брой на вестника известен като антисемитски флагман на немската преса.
Сред най-известните илюстрации са тези за две книги за деца, по-известната от които е „Отровната гъба“. Заради карикатурната си дейност, Рупрехт е осъден през 1945 г. на шест години каторжен труд. На 23 октомври 1950 г. е освободен от затвора. До смъртта си живее и работи в Мюнхен и Щарнберг като художник и декоратор. Умира на 4 април 1975 г. в Мюнхен на 74 години.
Рупрехт е женен два пъти – през 1921 г. за Ерна Блом (от която има син и две дъщери) и за Берта Щьоклайн през 1930 г., от която има син.